# Sherlock Yack
 (mars 2022).
Si vous disposez d'ouvrages ou d'articles de référence ou si vous connaissez des sites web de qualité traitant du thème abordé ici, merci de compléter l'article en donnant les références utiles à sa vérifiabilité et en les liant à la section « Notes et références ».
Sherlock Yack est une série télévisée d'animation franco-allemande en 52 épisodes de 13 minutes, réalisée par Jérôme Mouscadet et adaptée des romans Sherlock Yack, zoo détective de Michel Amelin et Colonel Moutarde. Elle est diffusée du 4 mai 2011 au 22 décembre 2012 sur TF1 dans l'émission TFOU et rediffusée sur Télétoon+.
Au Québec, elle a été diffusée à partir du 7 avril 2011 à Télé-Québec.

## Synopsis
Qui a bouché la trompe de l'éléphant ? Qui a repeint l'autruche ? Autant d'énigmes à résoudre pour Sherlock Yack. Dans le zoo, le célèbre détective et son assistante Hermine découvrent toujours les coupables. Muni de sa loupe et armé de sa seule logique, Sherlock Yack interroge les témoins, recueille les indices, formule des hypothèses, déjoue les fausses pistes, confond les menteurs et capture les coupables.

## Fiche technique
- Une production Mondo TV France
- Avec la participation de TF1, ZDF et ZDF Enterprises
- Produite par Eve Baron-Charlton
- Réalisée par Jérôme Mouscadet
- Bible Littéraire : Stéphane Melchior-Durand

D’après les ouvrages de Michel Amelin et Colonel Moutarde
- Direction d’écriture : Sophie Decroisette
- Auteurs de la bible graphique: Valérie Hadida et Heidi Packalen
- Adaptation Graphique: Ahmed Guerrouache, Régis Maillet et Sébastien Camus
- Direction de Production: Thierry Pinardaud
- Musique originale de Score Factory

D’après la collection « Sherlock Yack – Zoo détective » de Michel Amelin et Colonel Moutarde, publiée aux éditions Milan. © Milan - 2010

## Éléments récurrents
- Sherlock fait toujours référence à son stage chez son maitre Boule de pureté.
- Sherlock a toujours un autre petit problème à résoudre en dehors de l'enquête.
- Chaque fois qu'une victime est blessée, elle est amenée chez le Dr. Olonbec qui explique son diagnostic et qui doit le reformuler pour que Sherlock et Hermine le comprennent. Puis ils mènent l’enquête en interrogeant trois ou quatre suspects du zoo.
- Sherlock répond au téléphone et dit qu'il arrive avec la même phrase « Nom de dri de nom de dzo ! J'arrive illico ! »
- Pour désigner le coupable, Sherlock dit souvent cette phrase : "N'est-ce pas.......? Car le/la coupable c'est vous !"
- Quand les coupables sont démasqués, soit ils essayent de se justifier, soit ils essayent de s'enfuir, soit ils se rendent simplement.

## Personnages
- Sherlock Yack : Son carnet de note et son stylo en poche Sherlock Yack est un détective dynamique, observateur et perspicace. Méthodique, il mène ses enquêtes d'une main de maître. Ce célèbre détective s'appuie sur son intelligence. Sherlock Yack passe sa vie à enquêter, chaque nouvelle énigme fait pétiller ses petites cellules grises et il adore ça ! Il pratique le Yack Fu, un art qu’il a appris durant ses années de formation au Tibet en compagnie de son maître, Boule de Pureté.
- Hermine : Stagiaire de Sherlock Yack, Hermine apprend les ficelles du métier à ses côtés. Adepte des nouvelles technologies elle est toujours à l'affût des moindres preuves, photographie et rassemble tous les indices. Elle pose une multitude de questions et aide Sherlock Yack à résoudre les enquêtes.
- Maître Boule de Pureté : Vieux vautour maître de Sherlock qu'il a entraîné à sa formation de moine au Tibet. Il a enseigné pleins de choses à Sherlock, particulièrement les bonnes manières. Il dit des choses d'un genre comme : "Trop curieux tu es petit yack". Il a l'habitude de donner un coup d'éventail à Sherlock Yack quand il fait une bévue. Il rend visite à Sherlock dans l'épisode "Qui a fait déraillé les cochons d'Inde ?".
- Les suspects : On trouve toutes les espèces animales dans ce zoo : Cochons d'Inde tapageurs, Oiseau prétentieux, Otarie mauvais joueur, Kangourou à l'élocution bafouilleuse. Il y a des personnalités de tous poils dans ce zoo.

Quelques animaux : 
- Okapi : Animal très relax habillé avec des petites lunettes roses, il a un style qui s'apparente au style hippie. Il a l'habitude de surnommer son interlocuteur ou interlocutrice "cousin" ou "cousine". Il est comme un homéopathe. Il est herboriste et peintre.
- Gorille : Sportif, il adore les bananes. Il est habillé d'un short rouge et blancs et il porte des gants de boxe. Il surnomme son interlocuteur "mon coco". Il est boxeur, gardien du parc (Qui a ensablé le Gorille) et videur (Qui a mis K.O le Gorille).
- Babouin : Gérant du "bar" du zoo, très avare, quand on lui demande de baisser le prix, il l'augmente et inversement.
- Lion : Lion est malheureusement incapable de dire non, il est le chef du club des félins et aime faire des numéros de cirque. Il porte une perruque.
- Tigre : Ancien militaire, il parle toujours comme s'il était encore dans l'armée. Il est Daltonien mais refuse de l'admettre. Il a un faible pour Hermine.
- Autruche : Reine de beauté ayant gagné plusieurs fois le concours "Miss Zoo". Elle est complètement myope et fait souvent des fautes de grammaire tel "inadmettable" ou "inacceptible". Elle adore le rap.
- Cigogne : Elle anime une émission sur les bonnes manières « Classe, Grâce et Maintien ». Elle est très maniaque et un peu hautaine. Elle est aussi une "Miss Zoo". Elle et Autruche sont amies d'enfance.
- Madame Hippopotame : Coiffeuse du Zoo, elle porte un foulard vert et reçoit de nombreux clients. Sa phrase fétiche est "Nom d'un bigoudi" !
- Hippopotame  : Grand maladroit, il saisit l’opportunité d’assouvir sa passion de bricoleur en devenant menuisier du zoo lorsqu’il se fait licencier par le Chef Panda parce qu’il cassait beaucoup trop de vaisselle. Néanmoins, tous les meubles qu’il construit tiennent difficilement debout.
- Castor : C'est un des musiciens du zoo. Il aime les instruments à cordes. Il ne supporte pas l'altitude.
- Boa : C'est un des musiciens du zoo. Son instrument est le piano, mais vu qu'il n'a pas de bras, il doit taper sa tête sur les touches pour pouvoir y jouer ce qui lui apporte des migraines.
- Singe Hurleur : C'est un des musiciens du zoo. Son instrument est la guitare électrique. Il parle en hurlant; et il joue jour et nuit, ce qui dérange les habitants du zoo. Il est aussi mécanicien.
- Koala : C'est un des musiciens du zoo. Il aime les instruments à vent. Il ne supporte pas le hard-rock (pas de chance pour lui : il est dans le même enclos que le singe hurleur)
- Grue : Chanteuse de renom, beaucoup d'animaux du zoo sont amoureux d'elle (comme le pélican). Elle est sportive, charmante, polie mais un peu prétentieuse.
- Kangourou : Karatéka habillé d'un sweat à capuche gris. Il remplace souvent les mots de ses phrases par des onomatopées. Il est champion de boxe.
- Zèbre : Animal très réservé, il fait également preuve d'une grande timidité.
- Éléphant : Il croit aux extraterrestres et veut être marin. Il y a une piscine dans son enclos et il adore le rap.
- Guépard : Il est le plus grand sportif du zoo et il possède pleins de trophées.
- Mme. Fennec : Elle possède un salon de beauté et ne jure que par la technologie. Par exemple, sa cabine de beauté futuriste est directement issue de la technologie spatiale.
- Gazelle : Contrairement à Mme Fennec, elle n'achète que des produits bio pour son salon de beauté. Elle est très mauvaise bricoleuse.
- Paon : Il est extrêmement narcissique. Il se balade toujours avec son miroir en se répétant qu'il est le plus beau. Il se sent nu sans son miroir.
- Oiseau de paradis : Comme le Paon, il est narcissique, il est persuadé qu'il est le plus beau et il est égocentrique. Il est peintre mais ne peint qu'une personne...lui-même.
- Tortue : Dame âgée, elle porte une casquette, un sac à main et des escarpins roses. Elle est croupière au bar du Babouin.
- Mouffette : Maniaque de l'ordre et de la propreté, pas une seule tache ne traîne quand cette ménagère est dans les parages.
- Gorfou : Tailleur et créateur de mode du zoo. Il parle avec un fort accent de snob italien et porte souvent un éventail rouge et un foulard de créateur rouge. Il est allergique aux fraises, et la toile de jute lui donne de l'eczema.
- Lynx : Il oublie facilement ce qu'on lui dit. Il utilise les platines dans le bar du babouin. Bien qu'il ne peut plus faire de bonds, il est encore apte à grimper aux arbres.
- Vampire : C'est aussi un musicien, qui aime les instruments à cordes. Il joue la nuit, et peut provoquer des insomnies aux autres.
- Crocodile : Crocodile est un riche banquier considéré comme un escroc. Il n'hésite pas à voler des richesses pour les revendre.
- Chef Panda : Il tient un restaurant avec sa femme. Il a perdu beaucoup de poids depuis le succès de son restaurant. Il travaille avec la pieuvre.
- Madame Panda : Elle aide au bon fonctionnement du restaurant de son mari. Elle ne sait pas nager et n'hésitera pas à saccager le restaurant afin d'obliger son mari à prendre des vacances.
- Otarie : Il organise des tournois de jeux "clandestins" (7 familles avec du caviar, Poker) et il n'hésite pas à tricher. A part dans l’épisode "Qui a carotté l’otarie", il parle toujours avec un fort accent anglais.
- Raton Livreur : Il est livreur de sushis en scooter (il est le seul au zoo à en posséder un). Il parle avec un fort accent japonais.
- Grizzli : Grizzli n'est pas très aimable en général, d'où le fait que Cigogne le considère (à raison) comme un ours mal léché. De plus, il n'arrive jamais à rire à une blague ou une chatouille, ce qui lui a valu une victoire bien méritée à la Coupe Interguili.
- Phacochère : De tous les habitants du zoo, Phacochère est le plus dégoûtant. C'est un gros cochon qui mange les déchets de nourriture, rote fort et lâche des gros pets. Il salit tout sur son passage et ne prend jamais de bain savonneux; son enclos comporte un bassin de boue.
- Pélican : Ce vieux capitaine vend des trucs de farces et attrape. Il chante et jure comme un marin. L'un de ses jurons fétiches est "Mille millions de moules à la mélasse"!
- Ara : Ara est animateur radio; en outre, c'est le roi de la vanne : aucun animal ne rivalise avec lui en matière d'humour. Il porte une chemise hawaïenne. Il est allergique aux poils de Lynx.
- Mainate : Depuis des années, Mainate soutient Ara dans son émission radio. On le reconnaît à son t-shirt blanc et à ses lunettes rondes. C'est aussi un acteur sérieux du studio de Chihuahua.
- Chihuahua : Chihuahua est le metteur en scène d'un studio de cinéma. Il est un peu colérique. Boxeur émérite, il veut détrôner Kangourou, remplissant ses gants de fers à cheval sans hésiter.
- Les cochons d'Inde : Ils sont trois et aiment le sport. Ils ont une tyrolienne et aiment "chiper" des choses précieuses.
- Vieux cheval : Il aime la ferraille et s'arrête souvent dans ses phrases pour les continuer par un murmure.
- Coyote : Il vit avec des puces (qu’il considère comme ses amis) et hurle à certaines heures de la journée. Il utilise souvent des métaphores lorsqu’il parle.
- Flamant rose : Facteur du zoo, il parle avec un ton monotone et énumère toujours 2 synonymes du dernier mot de sa phrase.
- Porc-épic : C’est un joueur de golf qui dérange souvent ses voisins à cause de ses balles volantes. Il travaille aussi dans la politique et envie le poste d’administrateur du zoo qu’occupe Sherlock Yack.
- Zébu : Très narcissique, il n’aime pas beaucoup Sherlock Yack, car c’est son plus grand concurrent au poste d’administrateur du zoo (il ne l’a d’ailleurs jamais remporté). Il est aussi un excellent joueur de foot.
- Dromadaire : C’est un vieillard qui adore les romans policiers et ambitionne de devenir enquêteur, mais choisit finalement de devenir écrivain car il n’a aucun flair. Il semble obsédé par la chaleur, car il a un poêle dans sa tente malgré le beau temps, tombe facilement malade et offre une bouillotte à son cousin le Chameau.

## Épisodes

### Saison 1 (2011)
1. Qui a tagué l’oiseau de paradis ? Suspects : Marabout, Hyène et Caméléon. Coupable : Caméléon qui n'en pouvait plus d'être son esclave
2. Qui a carroté l’otarie ? Suspects : Tortue, Pélican et Piranha. Coupable : Pélican qui a forcé le Piranha à percer le coffre
3. Qui a bouché la trompe de l'éléphant ? Suspects : Paresseux, Gorille et Moufette. Coupable : Paresseux
4. Qui a écrabouillé le panda ? Suspects : Raton Livreur et Mr. Hippopotame. Coupable : Madame Panda pour l'obliger à faire une pause
5. Qui a vandalisé le vampire ? Suspects : Castor, Girafe et Mr. Hippopotame. Coupable : Girafe
6. Qui a intoxiqué le guépard ? Suspects : Lion, Tigre et Gazelle. Coupable : Gazelle
7. Qui a toiletté le phacochère ? Suspects : Marabout, Grizzly et Moufette. Coupable : Grizzly
8. Qui a fait éternuer le ara ? Suspects : Madame Hippopotame, Lynx et Mainate. Coupable : Mainate
9. Qui a parasité le porc-épic ? Suspects : Coyote, Flamant rose et Dromadaire. Coupable : Flamant rose
10. Qui veut paner le piranha ? Suspects : Pélican, Otarie et Moufette. Coupable : Pélican
11. Qui a fracassé le kangourou ? Suspects : Gorille, Vieux Cheval et Chihuahua. Coupable : Gorille
12. Qui a repeint l'autruche ? Suspects : Cigogne, Grue et Madame Hippopotame. Coupable : Cigogne par jalousie
13. Qui a assommé le singe hurleur ? Suspects : Boa, Koala et Castor. Coupable : Koala
14. Qui a cassé la voix de la grue ? Suspects : Pélican, Gorfou et Lémurien. Coupable : Lémurien
15. Qui a aveuglé la girafe ? Suspects : Autruche, Grizzly et Lion. Coupable : Lion qui voulait seulement lui faire peur
16. Qui a englué l'orang-outan ? Suspects : Kangourou, Caméléon et Lémurien. Coupables : Kangourou et Caméléon
17. Qui a braqué le boa ? Suspects : Koala, Grue et Singe hurleur. Coupable : Singe hurleur
18. Qui a saboté la machine de Madame Fennec ? Suspects : Okapi, Flamant rose et Gazelle. Coupable : Madame Fennec jalouse de la gazelle
19. Qui a assommé Sherlock ? Suspects : Zébu, Okapi et Cochons d'Inde. Coupable : Cochons d'Inde par vengeance
20. Qui a noué la pieuvre ? Suspects : Éléphant, Autruche et Vampire. Coupable : Autruche par vengeance
21. Qui a dépouillé le héron ? Suspects : Cigogne, Vieux Cheval et Miss Cochon d'Inde. Coupable : Miss Cochon d'Inde
22. Qui a fait chanter le mainate ? Suspects : Moufette, Gorfou et Orang-Outan. Coupable : Gorfou
23. Qui a taillé la roue du paon ? Suspects : Moufette, Grue et Madame Hippopotame. Coupable : Grue par amour
24. Qui a fait mousser Madame Hippopotame ? Suspects : Lynx, Phacochère et Hyène. Coupable : Hyène
25. Qui a ridiculisé le lion ? Suspects : Tigre, Lynx et Guépard. Coupable : Tigre
26. Qui a graffité Hermine ? Suspects : Tigre, Oiseau de Paradis et Babouin. Coupable : Babouin par amour

### Saison 2 (2012)
1. Qui a fait pleurer le crocodile ? Suspects : Kangourou, Porc-épic et Mr. Hippopotame. Coupable : Porc-épic
2. Qui a ensablé le gorille ? Suspects : Crocodile, Kangourou et Porc-épic. Coupable : Porc-épic
3. Qui a trompé l'éléphant ? Suspects : Babouin, Gorfou et Lynx. Coupable : Lynx par jalousie
4. Qui a détroussé la grue ? Suspects : Madame Pingouin, Pieuvre et Tortue. Coupable : Madame Pingouin attirée par le diamant
5. Qui a ligoté le castor ? Suspects : Crocodile, Otarie et Chef Panda. Coupable : Otarie
6. Qui a refroidi le piranha ? Suspects : Cigogne, Gazelle et Madame Hippopotame. Coupable : Madame Hippopotame par jalousie
7. Qui a fait péter la cigogne ? Suspects : Grizzly, Phacochère et Pélican. Coupable : Grizzly par vengeance
8. Qui a visé le tigre ? Suspects : Zébu, Cochons d'Inde et Otarie. Coupable : Zébu
9. Qui a crevé la cornemuse ? Suspects : Mr. Hippopotame, Boa et Hermine. Coupable : Boa par sabotage
10. Qui a découpé la collection du Gorfou ? Suspects : Couleuvre, Gorille et Chihuahua. Coupable : Couleuvre (qui a hypnotisé Gorfou)
11. Qui a psychédélisé le caméléon ? Suspects : Oiseau de Paradis, Mainate et Chihuahua. Coupable : Les 3
12. Qui a peinturluré la moufette ? Suspects : Madame Fennec et Lémurien. Coupable : Hermine (par mégarde)
13. Qui a harcelé le yack ? Suspects : Castor, Tigre et Ara. Coupable : Castor
14. Qui a barboté le babouin ? Suspects : Gorille, Lynx et Tortue. Coupable : Tortue
15. Qui a dézébré le zèbre ? Suspects : Tigre, Okapi et Couleuvre. Coupable : Okapi
16. Qui a cambriolé le tapir ? Suspects : Kangourou, Crocodile, Pélican et Raton Livreur. Coupable : Crocodile qui voulait revendre le porte bonheur
17. Qui a carambolé la tortue ? Suspects : Monsieur et Madame Paresseux, Raton Livreur et Guépard. Coupable : Guépard qui voulait en fait couper l'accélérateur
18. Qui a cimenté la tortue ? Suspects : Madame Panda, Madame Paresseux et Paon. Coupable : Paon
19. Qui a mis K.O. le gorille ? Suspects : Oiseau de Paradis et Lion. Coupable : Babouin qui voulait le virer
20. Qui a fait couler le pélican ? Suspects : Singe hurleur, Gorfou et Madame Panda. Coupable : Singe hurleur
21. Qui a berné l'Hippopotame ? Suspects : Orang-outan, Vieux Cheval et Ara. Coupable : Orang-outan
22. Qui a entarté le Zébu ? Suspects : Boa, Porc-épic et Moufette. Coupable : Porc-épic voulant l'humilier
23. Qui a congelé Madame pingouin ? Suspects : Oiseau de Paradis, Phacochère et Marabout. Coupable : Marabout
24. Qui a fait dérailler les cochons d'Inde ? Suspects : Lynx, Tortue et Vieux Cheval. Coupable : Vieux Cheval
25. Qui a fait mourir de rire le grizzly ? Suspects : Ara, Gorille et Babouin. Coupable : Babouin
26. Qui a enlevé Hermine ? Suspects : Okapi, Gorille et Kangourou. Coupable : Personne

## Distribution

### Voix
- Martial Le Minoux : Sherlock Yack, Dr Olombec
- Céline Melloul : Hermine
- Thierry Kazazian : Boule de pureté
- Gilbert Lévy : Flamant Rose, Grizzly, Crocodile, Gorfou, Tapir, M. Panda, autres
- Jérôme Pauwels : Okapi, Hyène, autres
- Nathalie Homs : Autruche, Cigogne, Grue, Pieuvre, autres
- Sylvain Lemarié : Tigre, Phacochère, M. Hippopotame, autres
- Stéphane Ronchewski : Paon, Otarie, Marabout, Guépard, Zébu, Boa, autres
- Jérémy Prévost : Chihuahua, Mainate
- Voix additionnelles : Laurent Pasquier, Magali Rosenzweig

## Production et diffusion
Le développement de la série a été annoncé en 2008. La série est une adaptation des albums Sherlock Yack, Zoo-Détective écrits par Michel Amelin et illustrés par Christelle Ruth (alias Colonel Moutarde) parus chez Milan. La différence majeure avec les romans est que les « crimes » se sont transformés en simples délits (conflits de voisinage, jalousie, petites vengeances…) et les coupables ne sont condamnés qu’à des travaux d’intérêt général.